# 切斯特納特里奇 (印第安納州)
切斯特納特里奇（英語：Chestnut Ridge）是位於美國印第安納州傑克遜縣的一個非建制地區。該地的面積和人口皆未知。